# Meglena Kunewa

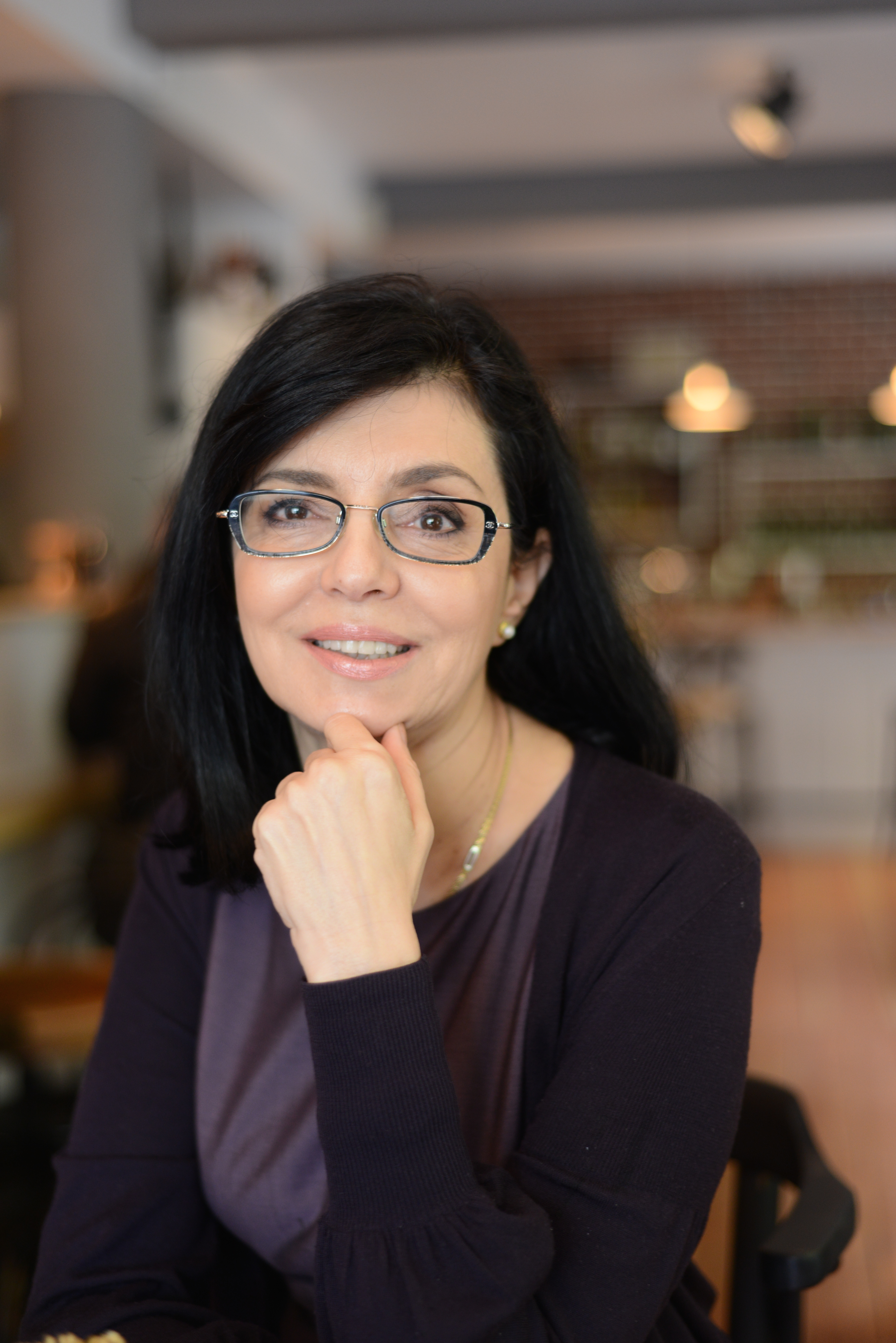
Meglena Kunewa (2014)

Meglena Schtilijanowa Kunewa (bulgarisch Меглена Щилиянова Кунева; * 22. Juni 1957 in Sofia) ist eine bulgarische Politikerin (NDSW; Bewegung „Bulgarien der Bürger“). Sie war von 2007 bis 2010 EU-Kommissarin für Verbraucherschutz und von 2014 bis 2017 stellvertretende Ministerpräsidentin Bulgariens.

## Akademische Karriere
Kunewa schloss 1981 ein Studium der Rechtswissenschaft an der Kliment-Ochridski-Universität in Sofia ab. 1984 folgte eine Promotion im Bereich Umweltrecht. 
Von 1987 bis 1991 arbeitete sie beim Bulgarischen Nationalen Rundfunk als Redakteurin und Moderatorin. Von 1990 bis 2001 war sie als Hauptrechtsberaterin der Regierung tätig und war mit der Ausarbeitung von Gesetzen befasst, insbesondere in den Bereichen Umwelt sowie Zugang zu Informationen. Nach einer Assistenzprofessur 1988/89 lehrte sie von 1992 bis 1994 an der Freien Universität Burgas sowie an der Neuen Bulgarischen Universität. Parallel bildete sie sich an der Åbo Akademi in Turku (Institut für Menschenrechte, 1993), Georgetown University in Washington D.C. (Internationale Beziehungen, 1995, und Umweltrecht, 1999–2000) sowie University of Oxford (Umweltrecht, 1996) weiter.

## Politische Karriere
Meglena Kunewa ist Mitglied der liberalen Partei Nationale Bewegung Simeon der Zweite, ab 2009 Nationale Bewegung für Stabilität und Fortschritt (NDSW). Im Juni 2001 wurde sie Abgeordnete der bulgarischen Volksversammlung. Im August desselben Jahres wurde sie zur stellvertretenden Außenministerin ernannt; in dieser Funktion führte sie maßgeblich die Beitrittsverhandlungen Bulgariens mit der Europäischen Union. Im Mai 2002 wurde sie zur Europaministerin ernannt. Neben Meglena Iwanowa Plugtschiewa-Alexandrowa, der bulgarischen Botschafterin in Berlin, war Kunewa die diplomatisch erfolgreichste Propagandistin für den EU-Beitritt Bulgariens.
Am 26. Oktober 2006 wurde sie für das im Zuge des EU-Beitritts Bulgariens geschaffene Amt eines EU-Kommissars für Lebensmittelsicherheit nominiert. Am 12. Dezember stimmte das Europäische Parlament zu. So konnte Meglena Kunewa das Amt mit dem Wirksamwerden des EU-Beitritts ihres Landes am 1. Januar 2007 übernehmen. In Erinnerung bleibt ihre Amtszeit durch die Einführung der inzwischen technisch überholten Energiesparlampen, deren Entsorgung wegen des Quecksilbergehalts nicht unbedenklich ist, und das Verbot weiterhin Glühbirnen zu verkaufen. Bei den Europawahlen 2009 trat sie als Spitzenkandidatin der NDSW an und wurde in das Europäische Parlament gewählt; sie entschied sich jedoch, ihr Amt als Kommissarin zu behalten. Auf ihren Platz im Parlament rückte Stanimir Iltschew nach. Der ab 2010 amtierenden EU-Kommission Barroso II gehörte sie nicht mehr an. 
Stattdessen gründete sie 2011 die politische Bewegung „Bulgarien der Bürger“, die liberale und pro-europäische Positionen vertritt. Dieser wurden zeitweilig in Umfragen 5 bis 6 % prognostiziert, bei der Parlamentswahl 2013 scheiterte sie jedoch mit 3,25 % an der parlamentarischen Einzugshürde. Im Vorfeld der Europawahl im Mai 2014 schloss „Bulgarien der Bürger“ mit weiteren pro-europäischen Parteien des Mitte-rechts-Spektrums das Wahlbündnis Reformblock. Kunewa war dessen Spitzenkandidatin. Der Reformblock errang zwar einen Sitz im Europaparlament, allerdings erhielt Swetoslaw Malinow von den DSB mehr Präferenzstimmen als Kunewa, sodass sie nicht ins Europaparlament einzog.
Bei der vorgezogenen Wahl zum bulgarischen Parlament im Oktober 2014 wurde Kunewa jedoch als Vertreterin des Reformblocks (der insgesamt auf 8,9 % kam) in die Nationalversammlung gewählt. In der anschließend gebildeten Koalitionsregierung aus GERB, Reformblock und ABW unter Führung des Ministerpräsidenten Bojko Borissow war Kunewa stellvertretende Ministerpräsidentin und Europaministerin. Nach dem Rücktritt des Bildungs- und Wissenschaftsministers Todor Tanew übernahm sie zusätzlich auch dessen Ressort. Bei der Parlamentswahl 2017 verfehlte der Reformblock und damit auch Kunewa den Wiedereinzug in die Nationalversammlung. Den Vorsitz der Bewegung „Bulgarien der Bürger“ gab sie an Dimitar Deltschew ab. Von 2018 bis 2022 war sie Leiterin der EU-Delegation beim Europarat.
Bei der Wahl des Menschenrechtskommissars des Europarats 2024 kandidierte sie, unterlag aber dem Iren Michael O’Flaherty.

## Ehrungen
2004 zeichnete Jacques Chirac Meglena Kunewa mit dem Orden der Ehrenlegion aus. Überdies ist sie Inhaberin des Zivilverdienstordens des Königreichs Spanien sowie des Großkreuzes des Ordens des Infanten Dom Henrique der Republik Portugal (2002).

## Privates
Meglena Kunewa ist die Tochter des Musikers und Filmschauspielers Stilian Kunew, der als Student zusammen mit seinem Vater für antikommunistische Tätigkeiten mehrere Jahre im Arbeitslager Belene verbrachte. Kunewa heiratete später Andrei Pramow. Er ist ein Sohn von Iwan Pramow, der 1962–1978 Sekretär des ZK der Bulgarischen Kommunistischen Partei war. Die beiden haben einen Sohn.